# Битва Наций
Битва Наций (англ. Battle of the Nations) — международный чемпионат мира по историческому средневековому бою (сокр. ИСБ). Первый турнир состоялся в 2010 году, в Хотинской крепости, Украина.
Это полноконтактные соревнования, в которых используется железное оружие и стандартизированный список правил. Национальные сборные соревнуются в нескольких номинациях. В этом заключается основное отличие от исторической реконструкции.
В 2017 году в турнире приняло участие более 32 сборных из разных стран мира.
После продолжительной пандемии COVID-19, а также в связи с вторжением России на Украину, 1 марта 2022 года руководством по проведению фестиваля было решено отменить проведение ежегодного чемпионата на неопределенный срок.

## Основные положения
В «Битве Наций» соревнуются Национальные сборные разных стран. Согласно правилам Чемпионата, сборная должна состоять как минимум из 8 человек и не более 50 бойцов. Войти в состав национальной сборной может представитель любого ИСБ клуба данной страны, а также индивидуальный боец, если он прошел процесс отбора (отборочный турнир).
Отборочные турниры — это соревнования, в которых бои проводятся в соответствии с едиными международными правилами для Исторического средневекового боя. Каждая страна организует отборочные турниры, чтобы выявить лучших ИСБ-бойцов и сформировать сборную. Для судейства в ИСБ используются правила и регламенты, специально разработанные для этого вида спорта и имеющие статус международных. До того, как были написаны единые правила, у каждой страны были свои правила.
Традиции таких боев зародились в основном в России, где энтузиасты проводили турниры, однако понятия «Исторический средневековый бой» ещё не существовало. Россияне собирались большими группами и сражались, зачастую в исторических значимых местах.
Бойцы и капитаны клубов или сборных следят за тем, чтобы доспехи и оружие спортсменов соответствовало историческим источникам и правилам техники безопасности, принятым для ИСБ спорта. Кроме того, каждый клуб или сборная используют свои цвета и символику. Символика, однако, обозначает современные команды, она не обязательно связана с исторически достоверными обозначениями воинов в средневековый период. Спортсмены используют доспехи и оружие периода XII—XV вв. В ИСБ существует несколько различных видов сражений — дуэльные (1 на 1), бугурт — «5 на 5» бойцов с каждой стороны или «21 на 21». В боях используется как железное оружие, так и приемы рукопашного боя.
Первый Чемпионат мира по Историческому средневековому бою состоялся в Хотинской крепости на Украине в 2010 году. В 2011 году Чемпионат проходил также в Хотинской крепости на Украине.
Команда Квебека (также известная Ost du Quebec) стала первой неевропейской командой, которая приняла участие уже во второй «Битве Наций» которая также проходила на Украине в 2011 году. Их капитан собрал команду из 9 бойцов и троих представителей группы поддержки, которые прибыли из Монреаля (Квебек), чтобы принять участие в турнире.
В Чемпионате мира по ИСБ «Битва Наций» — 2012 участвовали уже 12 стран. Американцы впервые приняли участие в Чемпионате, а сборная состояла из членов «Society for Creative Anachronism» (представителей ассоциаций исторических боевых искусств).
В следующему году в «Битве Наций» — 2013 приняло участие уже 22 национальные сборные. Турнир прошел впервые за пределами Восточной Европы — в городе Эг-Морт на юге Франции.
«Битва Наций» — 2014 состоялась 12 июня в городе Трогир, Хорватия. В этот год в турнирной таблице чемпионата впервые прошли женские бои в номинации «Триатлон». Это стало нововведением чемпионата.
В 2015 году «Битва наций» прошла 7-10 мая в Праге (Чешская Республика). Здесь женщины бойцы получили возможность участвовать в бугурте «Все против Всех» — эта номинация стала инновацией чемпионата этого года.

## Список участников (по годам)
- 2010 — Россия, Украина, Беларусь, Польша;
- 2011 — к предыдущим добавились Германия, Италия, Канада;
- 2012 — к предыдущим добавились Австрия, США, Израиль, Дания, Балтийские страны — союз Литвы, Латвии и Эстонии;
- 2013 — к уже перечисленным странам присоединились Аргентина, Австралия, Бельгия, Чешская Республика в союзе со Словакией, Франция, Япония, Люксембург, Новая Зеландия, Великобритания, также участвовали бойцы из Португалии, однако выступали они под флагом Люксембурга;
- 2014 — добавились Финляндия, Швейцария, Мексика, Хорватия, Молдова, Сербия;
- 2015 — добавились Венгрия, Нидерланды, Испания;
- 2016 — добавились Бразилия, Чили (участвовали как легионеры в составе другой сборной), Словения;
- 2017 — к вышеперечисленным странам примкнули Китай, Турция и Бразилия;
- 2018 — добавились Швеция.

Ежегодно около 25 000 человек посещают это мероприятие.

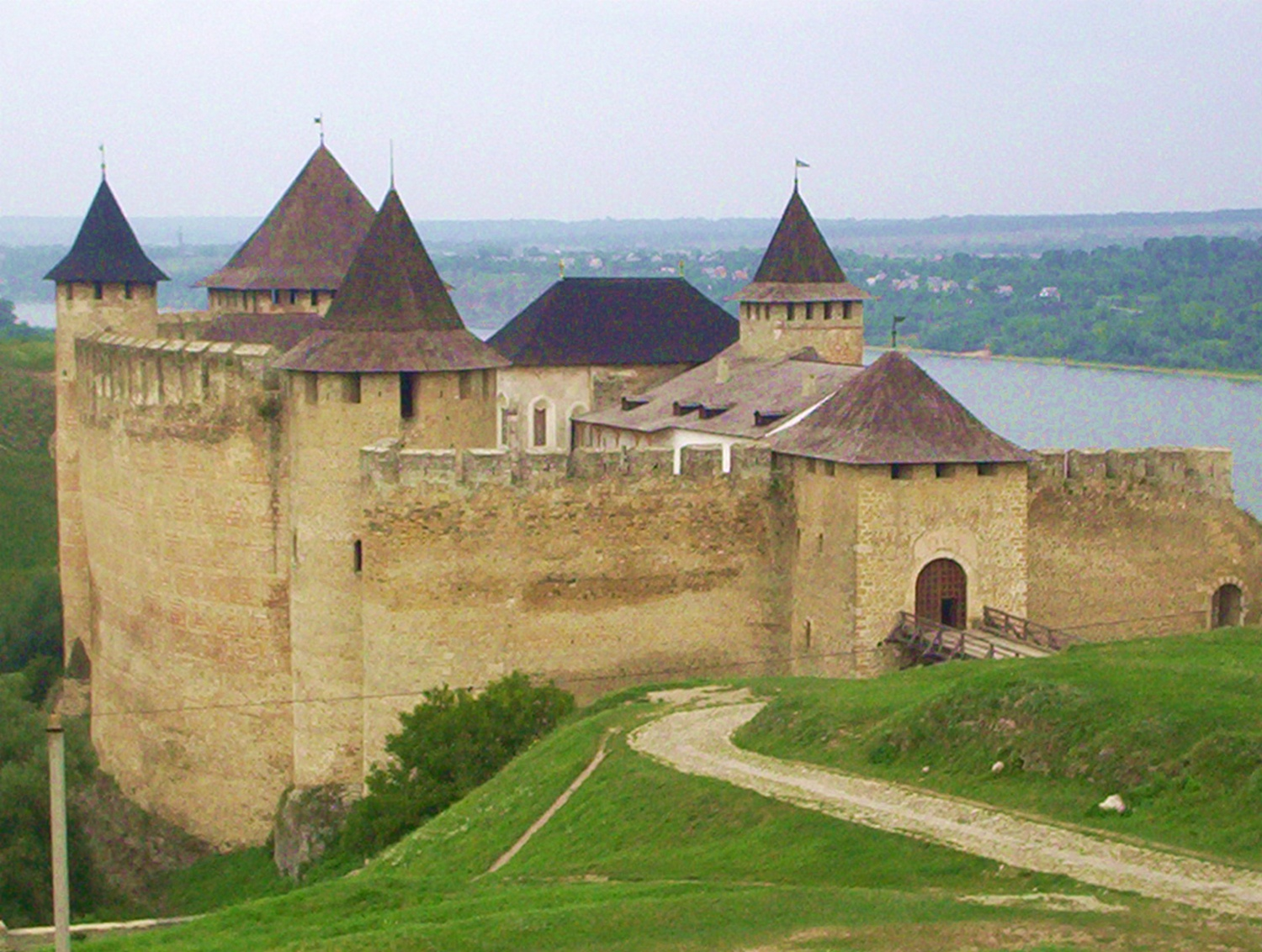
Вид на вход в Хотинскую крепость.

## Результаты турниров

### 1-й чемпионат мира по ИСБ «Битва Наций 2010»
- Принимающее место —  Хотинская крепость, Черновицкая область (Украина). В турнире принимали участие 4 национальные команды.[14][15]

| Дата | Категория боя            | Золото        | Серебро        | Бронза        |
| 2010 | «Triathlon Duel» 1 vs 1. | Сергей Уколов | Михаил Бабынин | Иван Васильев |
| 2010 | «Group Battles» 5 vs 5.  | Россия-1      | Украина-1      | Россия-2      |
| 2010 | «Mass Battles» 21 vs 21. | Россия        | Украина        | Беларусь      |

### 2-й чемпионат мира по ИСБ «Битва Наций 2011»
- Принимающее место —  Хотинская крепость, Черновицкая область (Украина). В турнире принимало участие 7 национальных команд.[16][17]

| Дата | Категория боя            | Золото        | Серебро       | Бронза             |
| 2011 | «Triathlon Duel» 1 vs 1. | Сергей Уколов | Иван Васильев | Александр Надеждин |
| 2011 | «Group Battles» 5 vs 5.  | Россия-1      | Россия-2      | Россия-3           |
| 2011 | «Mass Battles» 21 vs 21. | Россия        | Украина       | Беларусь           |

### 3-й чемпионат мира по ИСБ «Битва Наций 2012»
- Принимающее место —  форт Бема, Варшава (Польша). В турнире принимало участие 12 национальных команд.[18][19]

| Дата | Категория боя            | Золото        | Серебро         | Бронза         |
| 2012 | «Triathlon Duel» 1 vs 1. | Сергей Уколов | Марчин Вашкелиц | Алексей Петрик |
| 2012 | «Group Battles» 5 vs 5.  | Россия        | Украина         | Польша         |
| 2012 | «Mass Battles» 21 vs 21. | Россия        | Украина         | Польша         |

### 4-й чемпионат мира по ИСБ «Битва Наций 2013»
- Принимающее место —  Эг-Морт, Гар (Франция). В турнире принимали участие 22 национальные команды.[20][21]

| Дата | Категория боя            | Золото        | Серебро       | Бронза           |
| 2013 | «Duel» 1 vs 1.           | Сергей Уколов | Евгений Лапик | Кшиштоф Шатецкий |
| 2013 | «Group Battles» 5 vs 5.  | Россия-1      | Россия-2      | Россия-3         |
| 2013 | «Mass Battles» 21 vs 21. | Россия        | Украина       | Беларусь         |

### 5-й чемпионат мира по ИСБ «Битва Наций 2014»
- Принимающее место —  Трогир (Хорватия). В турнире принимало участие 27 национальных команд.[22][23]

| Дата | Категория боя            | Золото         | Серебро         | Бронза            |
| 2014 | «Duel» 1 vs 1 (мужчины). | Сергей Уколов  | Алексей Петрик  | Евгений Лапик     |
| 2014 | «Duel» 1 vs 1 (женщины). | Татьяна Гусева | Галина Кохвакко | Яна Заболотникова |
| 2014 | «Group Battles» 5 vs 5.  | Россия-1       | Россия-2        | Беларусь-1        |
| 2014 | «Mass Battles» 21 vs 21. | Россия         | Украина         | Беларусь          |

### 6-й чемпионат мира по ИСБ «Битва Наций 2015»
- Принимающее место —  Петршин Холм, Прага (Чешская Республика). В турнире принимало участие 27 национальных команд.[24][25]

| Дата | Категория боя                      | Золото           | Серебро         | Бронза            |
| 2015 | «Triathlon Duel» 1 vs 1 (мужчины). | Евгений Лапик    | Сергей Уколов   | Алексей Петрик    |
| 2015 | «Triathlon Duel» 1 vs 1 (женщины). | Галина Кохвакко  | Татьяна Гусева  | Яна Заболотникова |
| 2015 | «Polearm Duel» 1 vs 1 (мужчины).   | Алексей Найдеров | Михаил Моргулис | Джефф Галли       |
| 2015 | «Group Battles» 5 vs 5.            | Россия-1         | Украина-1       | Россия-3          |
| 2015 | «Mass Battles» 21 vs 21.           | Россия           | Украина         | Беларусь          |

### 7-й чемпионат мира по ИСБ «Битва Наций 2016»
- Принимающее место —  Петршин Холм, Прага (Чешская Республика). В турнире принимало участие 29 национальных команд.[26][27]

| Дата | Категория боя                      | Золото          | Серебро          | Бронза             |
| 2016 | «Triathlon Duel» 1 vs 1 (мужчины). | Алексей Петрик  | Сергей Уколов    | Александр Надеждин |
| 2016 | «Triathlon Duel» 1 vs 1 (женщины). | Галина Кохвакко | Дениз Бринкманн  | Марина Головина    |
| 2016 | «Polearm Duel» 1 vs 1 (мужчины).   | Евгений Баранов | Джефф Галли      | Алексей Найдеров   |
| 2016 | «Polearm Duel» 1 vs 1 (женщины).   | Екатерина Обаде | Ольга Грабовская | Алина Абдуллаева   |
| 2016 | «Group Battles» 3 vs 3 (женщины).  | Украина         | Россия           | Франция            |
| 2016 | «Group Battles» 5 vs 5 (мужчины).  | Россия-1        | Украина-1        | Россия-3           |
| 2016 | «Mass Battles» 21 vs 21.           | Россия          | Украина          | Беларусь           |

### 8-й чемпионат мира по ИСБ «Битва Наций 2017»
- Принимающее место —  Ла Монументаль, Барселона (Испания). В турнире принимало участие 32 национальные команды.[28][29]

| Дата | Категория боя                          | Золото           | Серебро          | Бронза              |
| 2017 | «Triathlon Duel» 1 vs 1 (мужчины).     | Алексей Петрик   | Сергей Уколов    | Илья Иванов         |
| 2017 | «Triathlon Duel» 1 vs 1 (женщины).     | Галина Кохвакко  | Мария Давыдова   | Ирина Ильницкая     |
| 2017 | «Longsword Duel» 1 vs 1 (мужчины).     | Сергей Уколов    | Савелий Ганя     | Роб Хантер          |
| 2017 | «Longsword Duel» 1 vs 1 (женщины).     | Мария Давыдова   | Павла Маркупова  | Бенедикт Робитайль  |
| 2017 | «Sword&Buckler Duel» 1 vs 1 (мужчины). | Илья Иванов      | Кшиштоф Шатецкий | Константин Наталуха |
| 2017 | «Sword&Buckler Duel» 1 vs 1 (женщины). | Ирина Ильницкая  | Ксения Вьюнова   | Сильвия ди Паскуале |
| 2017 | «Sword&Shield Duel» 1 vs 1 (мужчины).  | Алексей Петрик   | Роберт Шатецкий  | Лукас Коваль        |
| 2017 | «Sword&Shield Duel» 1 vs 1 (женщины).  | Галина Кохвакко  | Майя Ольчак      | Мартина Раварини    |
| 2017 | «Polearm Duel» 1 vs 1 (мужчины).       | Евгений Агеев    | Хосе Абуедо      | Евгений Баранов     |
| 2017 | «Polearm Duel» 1 vs 1 (женщины).       | Алина Абдуллаева | Хлоя Джеркман    | Ирина Ильницкая     |
| 2017 | «Group Battles» 3 vs 3 (женщины).      | Россия           | Украина          | Австралия           |
| 2017 | «Group Battles» 5 vs 5 (мужчины).      | Россия-1         | Россия-2         | Россия-3            |
| 2017 | «Mass Battles» 21 vs 21.               | Украина          | Россия           | Франция             |

### 9-й чемпионат мира по ИСБ «Битва Наций 2018»
- Принимающее место —  Санта Севера, Рим (Италия). В турнире принимала участие 31 национальная команда.[30][31]

| Дата | Категория боя                             | Золото               | Серебро              | Бронза                 |
| 2018 | «Triathlon Duel» 1 vs 1 (мужчины).        | Алексей Петрик       | Сергей Уколов        | Илья Иванов            |
| 2018 | «Triathlon Duel» 1 vs 1 (женщины).        | Галина Кохвакко      | Анастасия Мещерякова | Ксения Вьюнова         |
| 2018 | «Longsword Duel» 1 vs 1 (мужчины).        | Сергей Уколов        | Кшиштоф Шатецкий     | Александр Василинич    |
| 2018 | «Longsword Duel» 1 vs 1 (женщины).        | Анастасия Мещерякова | Ольга Грабовская     | Мальгожата Зеблиньская |
| 2018 | «Sword&Buckler Duel» 1 vs 1 (мужчины).    | Илья Иванов          | Константин Наталуха  | Роберт Шатецкий        |
| 2018 | «Sword&Buckler Duel» 1 vs 1 (женщины).    | Ксения Вьюнова       | Ирина Ильницкая      | Эстер Вельдстра        |
| 2018 | «Sword&Shield Duel» 1 vs 1 (мужчины).     | Алексей Петрик       | Марчин Вашкелиц      | Лукас Коваль           |
| 2018 | «Sword&Shield Duel» 1 vs 1 (женщины).     | Галина Кохвакко      | Агнешка Ласота       | Дениз Тёпфер           |
| 2018 | «Polearm Duel» 1 vs 1 (мужчины).          | Евгений Агеев        | Евгений Баранов      | Сергей Мороз           |
| 2018 | «Polearm Duel» 1 vs 1 (женщины).          | Ольга Грабовская     | Лиза Галли           | Алина Абдуллаева       |
| 2018 | «Profights Up to 75 kg» 1 vs 1 (мужчины). | Вячеслав Леваков     | Григорий Чаплуцкий   | Марчин Янишевский      |
| 2018 | «Profights 75-85 kg» 1 vs 1 (мужчины).    | Лукас Коваль         | Роберт Шатецкий      | Максим Славченко       |
| 2018 | «Profights 85-95 kg» 1 vs 1 (мужчины).    | Илья Драган          | Дэниел Винтер        | Константин Наталуха    |
| 2018 | «Profights Over 95 kg» 1 vs 1 (мужчины).  | Алексей Петрик       | Кшиштоф Шатецкий     | Иван Тютюнник          |
| 2018 | «Group Battles» 5 vs 5 (женщины).         | Россия               | Украина              | HMBIA 3                |
| 2018 | «Group Battles» 5 vs 5 (мужчины).         | Россия-1             | Россия-2             | Россия-3               |
| 2018 | «Mass Battles» 21 vs 21.                  | Россия               | Украина              | Великобритания         |

### 10-й чемпионат мира по ИСБ «Битва Наций 2019»
- Принимающее место —  Смедеревская крепость, Смедерево (Сербия). В турнире принимало участие 40 национальных команд.[32][33]

| Дата | Категория боя                             | Золото               | Серебро              | Бронза                |
| 2019 | «Triathlon Duel» 1 vs 1 (мужчины).        | Алексей Петрик       | Сергей Уколов        | Илья Иванов           |
| 2019 | «Triathlon Duel» 1 vs 1 (женщины).        | Алина Лаппо          | Анастасия Мещерякова | Мария Давыдова        |
| 2019 | «Longsword Duel» 1 vs 1 (мужчины).        | Сергей Уколов        | Александр Василинич  | Владимир Максименко   |
| 2019 | «Longsword Duel» 1 vs 1 (женщины).        | Анастасия Мещерякова | Ольга Грабовская     | Сигрид Карлссон       |
| 2019 | «Sword&Buckler Duel» 1 vs 1 (мужчины).    | Илья Иванов          | Григорий Чаплуцкий   | Богумил Масничак      |
| 2019 | «Sword&Buckler Duel» 1 vs 1 (женщины).    | Мария Давыдова       | Александра Солошенко | Александра Сокольская |
| 2019 | «Sword&Shield Duel» 1 vs 1 (мужчины).     | Алексей Петрик       | Марчин Вашкелиц      | Лукас Коваль          |
| 2019 | «Sword&Shield Duel» 1 vs 1 (женщины).     | Алина Лаппо          | Агнешка Ласота       | Мелани Грас           |
| 2019 | «Polearm Duel» 1 vs 1 (мужчины).          | Ярослав Русанов      | Михал Беднарский     | Канг Лу               |
| 2019 | «Polearm Duel» 1 vs 1 (женщины).          | Ольга Грабовская     | Алина Абдуллаева     | Майя Целиньская       |
| 2019 | «Profights Up to 75 kg» 1 vs 1 (мужчины). | Вячеслав Леваков     | Николай Шалимов      | Анатолий Юшан         |
| 2019 | «Profights Up to 75 kg» 1 vs 1 (женщины). | Анастасия Мещерякова | Ирина Рогозовская    | Мелани Грас           |
| 2019 | «Profights 75-85 kg» 1 vs 1 (мужчины).    | Александр Надеждин   | Лукас Коваль         | Максим Скориков       |
| 2019 | «Profights 85-95 kg» 1 vs 1 (мужчины).    | Илья Драган          | Себастьян Курс       | Максим Славченко      |
| 2019 | «Profights Over 95 kg» 1 vs 1 (мужчины).  | Алексей Петрик       | Лукаш Войцеховский   | Артем Семененко       |
| 2019 | «Group Battles» 5 vs 5 (женщины).         | Россия               | Финляндия            | Украина               |
| 2019 | «Group Battles» 5 vs 5 (мужчины).         | Россия-1             | Россия-3             | Великобритания-1      |
| 2019 | «Group Battles» 12 vs 12 (мужчины).       | Россия               | Великобритания       | Беларусь              |
| 2019 | «Mass Battles» 30 vs 30 (мужчины).        | Россия               | Украина              | Великобритания        |

#### Массовый бой «150 на 150»
В честь 10-летней годовщины чемпионата, руководство HMBIA представила новый уникальный массовый бой в категории «150 на 150», где все команды участвовавшие в рамках категории 30 на 30 поделились на два альянса, и разыграли одно большое массовое сражение состоявшее из двух раундов. Состав альянсов выглядел следующим образом:
- «Альянс 1»:  Россия,  Великобритания,  Беларусь,  Сербия,  Германия,  Монако,  Испания,  Румыния,  Венгрия,  Словения,  Израиль,  Италия,  Канада,  Молдова.
- «Альянс 2»:  Украина,  США,  Польша,  Франция,  Австралия,  Новая Зеландия,  Китай,  Швейцария,  Чехия,  Финляндия,  Дания,  Нидерланды,  Турция,  Люксембург,  Чили,  Швеция,  Узбекистан,  Казахстан.

По итогам двухраундового сражения, победу одержал «Альянс 1» с общим счётом 2:0.

### 11-й чемпионат мира по ИСБ «Битва Наций 2022»
- Планировавшееся принимающее место —  Орадийская крепость, Орадя (Румыния).[34][35]

Однако 1 марта 2022 года руководство по проведению чемпионата мира по ИСБ заявило о прекращении проведения Битвы Наций на неопределенный срок.

## Общий медальный зачет
Общее количество медалей по странам согласно официальному сайту чемпионата мира по ИСБ.
| Место | Страна         | Золото | Серебро | Бронза | Всего |
| ----- | -------------- | ------ | ------- | ------ | ----- |
| 1     | Россия         | 61     | 22      | 23     | 106   |
| 2     | Украина        | 6      | 20      | 9      | 35    |
| 3     | Молдова        | 3      | 1       | 2      | 6     |
| 4     | Великобритания | 1      | 3       | 7      | 11    |
| 5     | Беларусь       | 1      | 1       | 8      | 10    |
| 6     | Польша         | 0      | 13      | 5      | 18    |
| 7-8   | США            | 0      | 2       | 3      | 5     |
| 7-8   | Германия       | 0      | 2       | 3      | 5     |
| 9     | Израиль        | 0      | 2       | 0      | 2     |
| 10    | Канада         | 0      | 1       | 1      | 2     |
| 11-14 | Чехия          | 0      | 1       | 0      | 1     |
| 11-14 | Финляндия      | 0      | 1       | 0      | 1     |
| 11-14 | Казахстан      | 0      | 1       | 0      | 1     |
| 11-14 | Испания        | 0      | 1       | 0      | 1     |
| 15-16 | Франция        | 0      | 0       | 2      | 2     |
| 15-16 | Италия         | 0      | 0       | 2      | 2     |
| 17-21 | Австралия      | 0      | 0       | 1      | 1     |
| 17-21 | Китай          | 0      | 0       | 1      | 1     |
| 17-21 | Латвия         | 0      | 0       | 1      | 1     |
| 17-21 | Нидерланды     | 0      | 0       | 1      | 1     |
| 17-21 | Швеция         | 0      | 0       | 1      | 1     |
| 22    | HMBIA          | 0      | 0       | 1      | 1     |
| Всего | Всего          | 71     | 71      | 71     | 213   |

## История
Первая встреча для организации фестиваля и Чемпионата состоялась в Харькове в 2009 году. Участники встречи — капитаны первых национальных сборных и представители организационной команды, совместно приняли ряд решений относительно организации фестиваля и турнира. Поскольку правила могли отличаться в разных странах и даже в разных регионах одной страны, на встрече также договорились о создании свода единых международных правил ведения поединков.
Первый Чемпионат мира по ИСБ «Битва Наций» прошел в 2010 году в Хотине (Украина). В нём приняли участие сборные четырёх стран: России, Украины, Беларуси и Польши. Россия заняла большинство первых мест. Программа включала три номинации: дуэль «1 на 1», групповые бои «5 на 5» и массовые бои «21 на 21». Для тех, кто не был членом Национальных сборных, но приехал поддержать товарищей, проводили безопасные бугурты.
Второй Чемпионат состоялся в 2011 году также в Хотинской крепости. Здесь уже участвовали 7 национальных сборных: предыдущие четыре и три начинающих команды — Италия, Германия, Квебек. К трем классическим были добавлены ещё две категории: «Профессиональный бои» (профайты) и «Все на Всех». Последняя номинация позволяет бойцам, которые не вошли в состав Национальной сборной, также биться за честь своей страны. Первые места заняла сборная России. На фестивале побывало около 30 000 зрителей. Кроме того, был снят документальный фильм о жизни участников.
«Битва Наций» — 2012 года прошла в Варшаве (Польша), и в нём приняли участие представители двенадцати стран. Особенностью фестиваля в тот год стали битвы рыцарей на лошадях, которые впервые были включены в программу Чемпионата мира по ИСБ. В число четырёх лучших команд по итогам соревнований вошли Россия, Украина, Польша и США.
«Битва Наций» — 2013 состоялась в Эг-Морт, Франция. Двадцать две команды из Европы, Америки и Азиатско-Тихоокеанского региона приняли участие. В число четырёх лучших сборных этого года вошли Россия, Украина, Беларусь и США.
Трогир, Хорватия стал местом проведения мероприятия в 2014 году. Сюда съехались представители более 30 стран.
В 2015 году событие состоялось в Праге.
Седьмое мероприятие, в 2016 году также был проведен в Праге. Около 35 стран приняли участие в соревновании в этом году.
В 2017 мероприятие проходило в Барселоне, Испания. Впервые в Чемпионате мира приняли участие сборные Китая, Бразилии и Турции. Также в этом году впервые в массовой номинации «21 на 21» сборная Украины одержала победу над сборной России, правда после была обнаружена судейская ошибка подсчета, которые в финальном бое допустили на ристалище 22 бойца Украины против 21 бойца России. Кроме того, в 2017 году в турнирной таблице «Битвы Наций» появилась новая дуэльная номинация «Алебарда», а привычный «Триатлон» стал финальной номинацией для призёров в номинациях «Щит и Меч», «Меч и Баклер» и «Полутораручный меч».
2018 год ознаменовался модификацией женской бугуртной номинации "3 на 3" в "5 на 5". А также - возрождением профбоев на арене.
Одиннадцатый чемпионат мира должен был пройти летом 2020 года, однако в связи с ситуацией пандемии COVID-19, турнир было решено перенести на лето 2021 года. Турнир «Битва Наций-2021» должен был бы пройти с 1 по 4 июля 2021,  в турнире должно было бы принять участие 40 национальных команд с общей численностью порядком 1000 участников. Однако, уже 15 марта 2021 года в условиях продолжающейся пандемии COVID-19 и на основе информации, а так же заявлений полученных от национальных организаций ИСБ и капитанов национальных сборных, руководство HMBIA пришло к выводу, что XI чемпионат мира по историческим средневековым боям «Битва Наций 2021» в Румынии должен быть перенесен на срок после 2021 года, но не позднее лета 2022 года.

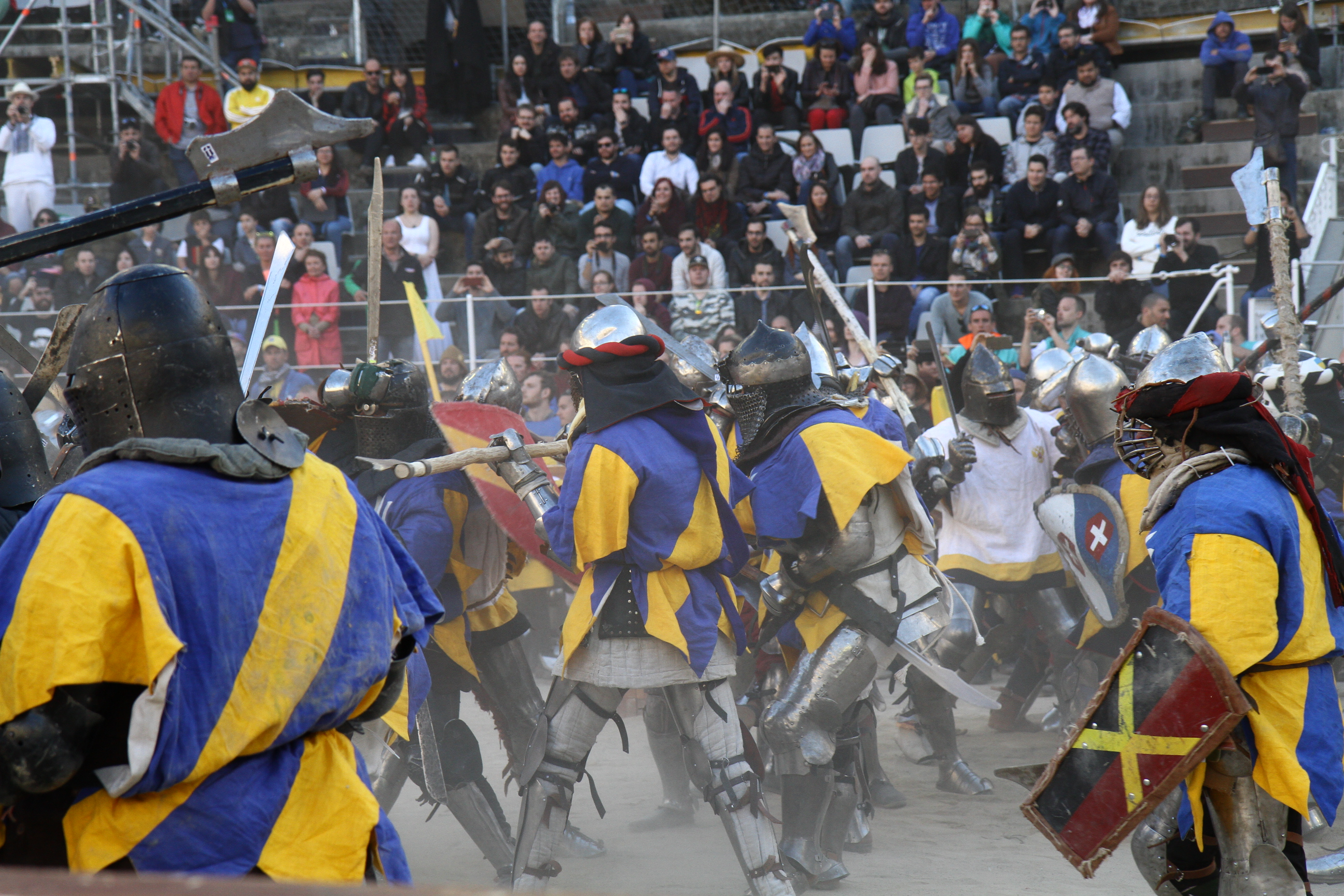
Массовый бой 21 и 21. Финал. Битва Наций — 2017, Барселона, Испания.

В начале 2022 года организаторами все также рассматривались попытки решения вопроса о проведении фестиваля после нескольких переносов мероприятия вследствие пандемии COVID-19. Однако после обострения вооруженного конфликта между Россией и Украиной, начавшегося 24 февраля 2022 года, письмо с Соглашением о намерениях прекращения совместного проекта по проведению "Битвы Наций 2022" было отправлено 26 февраля в офис HMBIA генеральным директором «Visit Oradea».
1 марта 2022 года руководство по проведению чемпионата мира по ИСБ заявило о прекращении проведения Битвы Наций на неопределенный срок.

## Номинации турнира
Дуэльные:
- «Меч-Щит» - в качестве вооружения используются специальный щит и стандартный меч;
- «Меч-Баклер» — в качестве вооружения используются специальный щит баклер и стандартный меч;
- «Полутораручный меч» — в качестве вооружения используются полутораручный меч;
- «Триатлон» — номинация состоит из трех раундов с использованием различного оружия — «Щит и Меч», «Меч и Баклер» и «Полутораручный меч». Первый раунд длится 90 секунд, в качестве оружия используются длинные полутораручные клинки. Второй раунд проводится с использованием обычных клинков и щитов «баклеров», эта часть состоит из 3 боев до 3 ударов. Третий раунд также длится 90 секунд и соперники используют стандартный щит и клинок. Очки назначаются за эффективный (акцентированный) удар, нанесенный краем оружия в разрешенную зону;
- «Алебарда» — в качестве вооружения используются двуручное древковое оружие.

Массовые:
- «5 на 5» — самый активный вид исторического средневекового боя. Команда сражается с командой в четко ограниченном поле битвы — ристалище. Команда для таких боев состоит из 5-8 человек (пять бойцов в ристалище и трое запасных). Боец, который падает (касается земли третьей точкой опоры — колено, рука, оружие, щит), выбывает из боя. Бой состоит из раундов (сходов) и проходит до 2 побед одной из команд;
- «Королевская номинация» — массовое сражение «21 на 21», когда в ристалище бьются одновременно 21 представитель страны против такого же количества представителей другой страны. У каждой команды есть шесть запасных бойцов. Боец, который падает (касается земли третьей точкой опоры — колено, рука, оружие, щит), выбывает из боя. Бой состоит из раундов (сходов) и проходит до 2 побед одной из команд. Эта команда и побеждает в раунде (сходе). Бой состоит из раундов (сходов) и проходит до 2 побед одной из команд;
- «Все на Всех» — самый масштабный массовый бой. Все желающие биться спортсмены, в том числе не входящие в национальную сборную, всех участвующих стран выходят в ристалище. Участники делятся на равные группы, но при условии, что представители одной страны находятся в одной группе. Так же, как и в остальных массовых номинациях, боец, упавший, либо коснувшийся земли третьей точкой опоры, выбывает из сражения. Баллы здесь присуждаются национальным сборным, которые вошли в состав победившей команды;
- «Профессиональный бой» или «Профайт» также дуэльный поединок. Бой состоит из трех раундов по три минуты каждый, в котором используется один, предварительно выбранный, вид оружия. Очки назначаются за эффективный (чистый, акцентированный) удар мечом, щитом, кулаком, ногой, коленом или бросок соперника с добивающим ударом.

Не боевые номинации турнира:

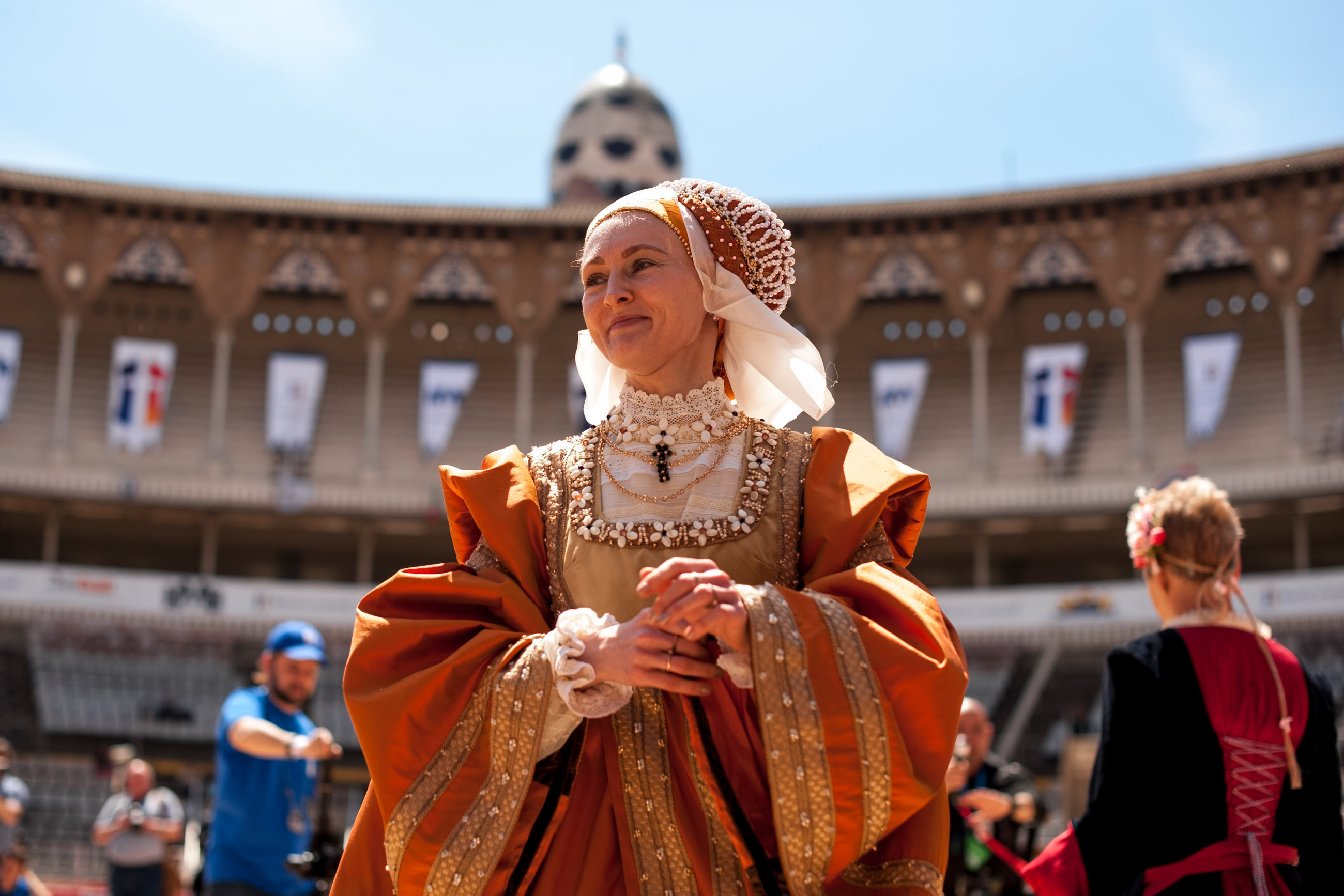
Конкурс аутентичных костюмов. Битва Наций — 2017

- «Лучший аутентичный доспех и оружие»;
- «Лучший женский костюм»;
- «Лучший мужской костюм»;
- «Лучший аутентичный лагерь».

Оценивают участников этих номинаций специалисты из комитета по Аутентичности HMBIA (Международной Ассоциации Исторического средневекового боя). Туда входят историки и искусствоведы из разных стран. Для удобства в подготовке к участию в таких номинациях Комитетом, опираясь на знания в истории, разработан ряд рекомендаций. Участники готовят свои костюмы и атрибутику за долго до старта Чемпионата. Изучают источники — литературу, фрески, живопись или скульптуру, подбирают аксессуары, максимально соответствующие моде и требованиям необходимого исторического периода.